# 老池镇
老池镇，原为老池乡，是中华人民共和国四川省遂宁市船山区下辖的一个乡镇级行政单位。2019年9月，撤销老池乡，设立老池镇，以原老池乡所属行政区域为老池镇的行政区域。

## 行政区划
老池镇下辖以下地区：
迴龙社区、南陵村、金盆村、书院村、黄桷村、学田村、太平寺村、芋禾村、龙泉村、盘龙村、莲花石村、花园村、铜锣村、望水村、福祥村、双井村、飞跃村、店子村和桐浩村。